# 京仁教大入口駅
座標: 北緯37度32分18.97秒 東経126度43分21.63秒 / 北緯37.5386028度 東経126.7226750度
京仁教大入口駅（キョンインギョデイックえき）は、大韓民国仁川広域市桂陽区にある仁川交通公社1号線の駅である。駅番号は(I115)。

## 駅構造
- 相対式ホーム2面2線の地下駅。

## 駅周辺
- 京仁教育大学校 - 駅名の由来。
- 桂山1洞住民センター
- 桂山市場
- 桂陽登記所
- 北仁川中学校

## 歴史
- 1999年10月6日 - 「仁川教大駅」として開業[1][2]。
- 2003年12月15日 - 「京仁教大入口駅」へ改称[3]。

## 隣の駅
仁川交通公社
●1号線
桂山駅 (I114) - 京仁教大入口駅 (I115) - 鵲田駅 (I116)